# 361 (tal)
361 är det naturliga talet som följer 360 och som följs av 362.

## Inom vetenskapen
- 361 Bononia, en asteroid.

## Inom matematiken
- 361 är ett udda tal
- 361 är ett semiprimtal
- 361 är ett sammansatt tal
- 361 är ett defekt tal
- 361 är ett centrerat triangeltal
- 361 är ett centrerat oktogontal
- 361 är ett centrerat dekagontal